# Asuman Özdağlar
Asuman Özdağlar (vagy Asu Özdağlar; 1974. december 16. –) török akadémikus.

## A családja
İsmail Özdağlar és Zahide Özdağlar gyermekeként 1974. december 16-án látta meg a napvilágot. Apja államminiszter volt 1983. december 13. és 1985. január 15. között Törökország 45. kormányában.

## Pályafutása
Az ankarai Közel-keleti Műszaki Egyetemen tanult, majd 1996-ban villamosmérnöki oklevelet szerzett. Ezt követően az Egyesült Államokban, a Massachusetts Institute of Technology-n (MIT) folytatta a tanulmányait, majd villamosmérnöki és villamosmérnöki doktori fokozatot szerzett. 2003-ban számítástechnikai szakon végzett.
Ugyanazon az egyetemen adjunktusként (2003), egyetemi docensként (2008) és professzorként (2012) dolgozott. Kutatási szakértelme az optimalizálás, a gépi tanulás, a közgazdaságtan és a hálózatok területére terjedt ki. Legutóbbi kutatásai arra összpontosítottak, hogy ösztönzőket és algoritmusokat tervezzenek adatvezérelt online rendszerek számára sokféle ember-gép résztvevővel. Vizsgálta az adatok tulajdonjogával és piacával, a félretájékoztatás közösségi médiában való terjesztésével, a gazdasági és pénzügyi fertőzésekkel és a társadalmi tanulással kapcsolatos kérdéseket.
2017-ben az MIT Villamosmérnöki és Számítástechnikai Tanszékének (EECS) új vezetőjévé nevezték ki. Elődje, Anantha Chandrakasan azt mondta róla: „Özdağlar professzor inspiráló kutató, és igazi vezetővé vált az optimalizálási elmélet és az algoritmusok, a játékelmélet és a hálózatok területén.” 

## Magánélete
A férje Daron Acemoğlu, török származású amerikai közgazdász. Együtt több cikket írtak. 2015-től a Massachusetts állambeli Newtonban élnek két fiukkal, Ardával és Arasszal.

## Fordítás
- Ez a szócikk részben vagy egészben  az   Asuman Özdağlar című angol Wikipédia-szócikk ezen változatának fordításán alapul.  Az eredeti cikk szerkesztőit annak laptörténete sorolja fel. Ez a jelzés csupán a megfogalmazás eredetét és a szerzői jogokat jelzi, nem szolgál a cikkben szereplő információk forrásmegjelöléseként.